# Karl Schranz
Karl Schranz nació el 18 de noviembre de 1938 en Sankt Anton am Arlberg (Austria), es un esquiador retirado que ganó 1 Medalla Olímpica (1 de plata), 3 Campeonatos del Mundo (6 Medallas en total), 2 Generales de la Copa del Mundo (y 3 Copas del Mundo en diferentes disciplinas) y 11 victorias en la Copa del Mundo de Esquí Alpino (con un total de 22 podiums).
En noviembre de 2008 el correo austríaco emitió un sello postal en su homenaje coincidiendo con su 70.º cumpleaños.

## Resultados

### Juegos Olímpicos de Invierno
- 1964 en Innsbruck, Austria
  - Eslalon Gigante: 2.º
- 1968 en Grenoble, Francia
  - Descenso: 5.º
  - Eslalon Gigante: 6.º

### Campeonatos Mundiales
- 1962 en Chamonix, Francia
  - Descenso: 1.º
  - Combinada: 1.º
  - Eslalon Gigante: 2.º
  - Eslalon: 4.º
- 1964 en Innsbruck, Austria
  - Eslalon Gigante: 2.º
  - Combinada: 6.º
- 1966 en Portillo, Chile
  - Eslalon Gigante: 3.º
- 1968 en Grenoble, Francia
  - Descenso: 5.º
  - Eslalon Gigante: 6.º
- 1970 en Val Gardena, Italia
  - Eslalon Gigante: 1.º
  - Descenso: 4.º

### Copa del Mundo

#### Clasificación general Copa del Mundo
- 1966-1967: 7.º
- 1967-1968: 8.º
- 1968-1969: 1.º
- 1969-1970: 1.º
- 1970-1971: 11.º
- 1971-1972: 8.º

#### Clasificación por disciplinas (Top-10)
- 1966-1967:
  - Eslalon: 7.º
  - Eslalon Gigante: 8.º
- 1967-1968:
  - Descenso: 3.º
- 1968-1969:
  - Descenso: 1.º
  - Eslalon Gigante: 1.º
  - Eslalon: 9.º
- 1969-1970:
  - Descenso: 1.º
  - Eslalon Gigante: 4.º
- 1970-1971:
  - Descenso: 8.º
- 1971-1972:
  - Descenso: 2.º

#### Victorias en la Copa del Mundo (11)

##### Descenso (8)
| Fecha                   | Lugar                  |
| ----------------------- | ---------------------- |
| 11 de enero de 1969     | Wengen                 |
| 18 de enero de 1969     | Kitzbühel              |
| 1 de febrero de 1969    | Sankt Anton am Arlberg |
| 23 de enero de 1970     | Megeve                 |
| 1 de febrero de 1970    | Garmisch-Partenkirchen |
| 12 de diciembre de 1971 | Val-d'Isère            |
| 14 de enero de 1972     | Kitzbühel              |
| 15 de enero de 1972     | Kitzbühel              |

##### Eslalon Gigante (3)
| Fecha                   | Lugar        |
| ----------------------- | ------------ |
| 12 de diciembre de 1968 | Val-d'Isère  |
| 15 de marzo de 1969     | Mt. St. Anne |
| 5 de enero de 1970      | Adelboden    |